# Kristina Carlson

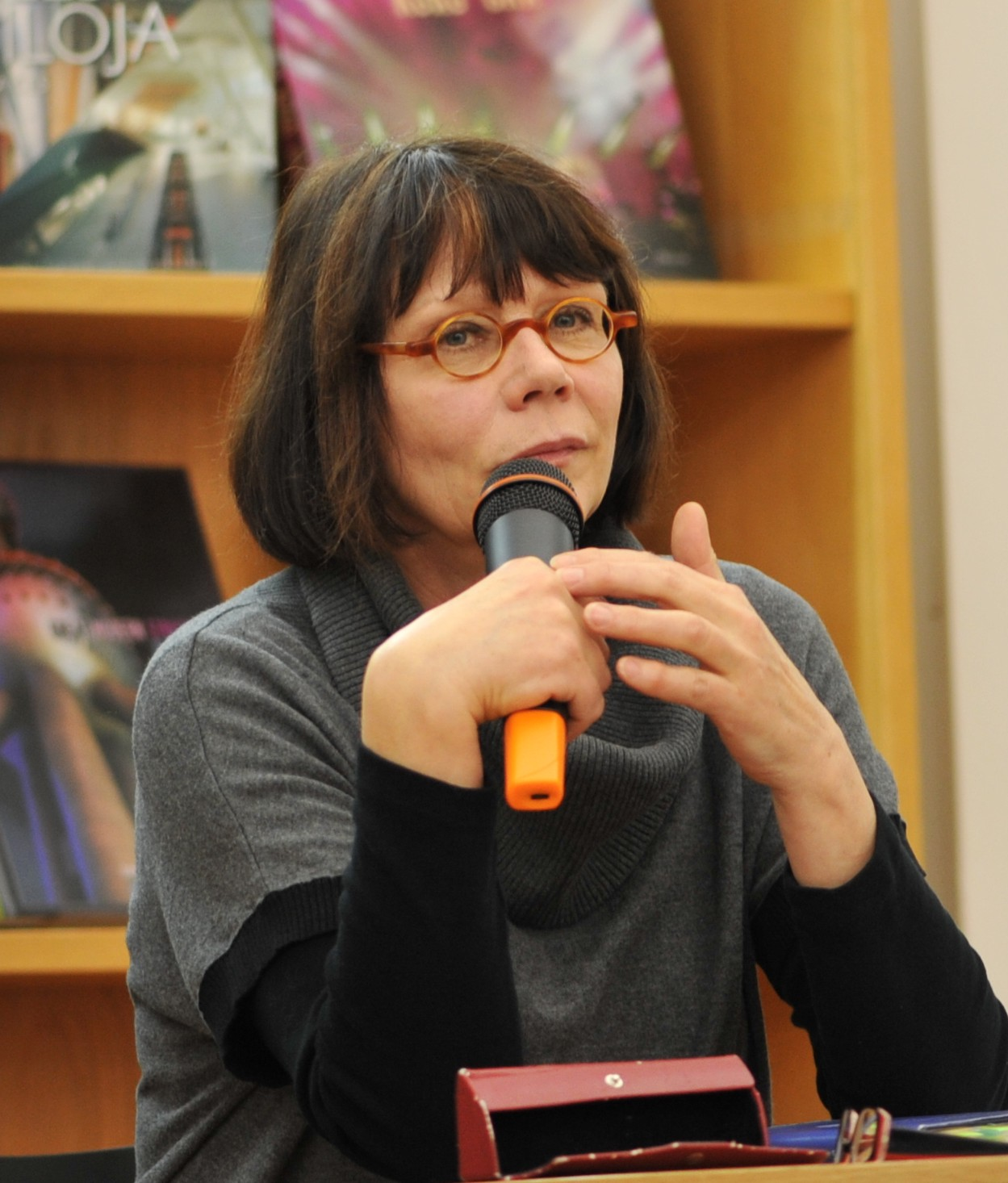
Kristina Carlson (2009)

Anna Kristina Carlson (* 31. Juli 1949 in Helsinki, Finnland) ist eine finnische Schriftstellerin. Ihre Kinderbücher veröffentlicht sie unter dem Pseudonym Mari Lampinen.

## Leben
Anna Kristina Carlson studierte von 1968 bis 1974 an der Universität Helsinki. Von 1974 bis 1996 war sie als Redakteurin beim Wochenmagazin Suomen Kuvalehti tätig. Mit dem Roman Hämärän valo debütierte sie 1986 als Schriftstellerin. Ihren großen Durchbruch hatte sie allerdings mit ihrem zweiten Roman, der 1999 erschien. Für das Buch wurde sie sowohl mit der Danke-für-das-Buch-Medaille als auch mit dem Literaturstaatspreis ausgezeichnet. Unter dem deutschen Titel Ins Land am Ende der Welt wurde das Buch schließlich nach einer Übersetzung von Stefan Moster  ein Jahr später im Berliner Alexander Fest Verlag veröffentlicht.

## Werke (Auswahl)
Romane
- Hämärän valo (1986)
- Maan ääreen (1999)
  - Ins Land am Ende der Welt, Berlin 2000, Alexander Fest Verlag, ISBN 3-8286-0137-5
- Herra Darwinin puutarhuri (2009)
- William N. päiväkirja (2011)

Kinderbücher (als Mari Lampinen)
- Anni ja haaveiden loma (1996)
- Anni Kaukolan kartanossa (1996)
- Annin uudet ystävät (1996)
- Annin ensi-ilta (1997)
- Anni ja yllätystäti (1997)
- Anni ja lumienkeli (1997)
- Annin Pariisin kevät (1997)
- Anni ja karkulainen (1998)
- Anni tien päällä (1998)
- Anni, Abigail ja Dagda. (1998)
- Anni ja Joona (1998)
- Annin uusi vuosi (1999)

## Auszeichnungen (Auswahl)
- Finlandia-Preis 1999 für „Maan ääreen“
- Danke-für-das-Buch-Medaille 2010 für „Herra Darwinin puutarhuri“
- Literaturstaatspreis 2010 für „Herra Darwinin puutarhuri“